# جوني غوش
جوني غوش (بالإنجليزية: Johnny Gooch) هو لاعب كرة قاعدة أمريكي، ولد في 9 نوفمبر 1897 في سميرنا في الولايات المتحدة، وتوفي في 15 مايو 1975 في ناشفيل في الولايات المتحدة.

## وصلات خارجية
- جوني غوش على موقعبيزبول رفرنس.كوم (الدوري الرئيسي) (الإنجليزية)
- جوني غوش على موقعبيزبول رفرنس.كوم (الدوري الثانوي) (الإنجليزية)
- جوني غوش على موقع جمعية أبحاث البيسبول الأمريكية (الإنجليزية)